# Функція накопичення
Функція накопичення (англ. accumulation function) a(t) — функція від t, що виражає співвідношення вартості в час t (майбутня вартість) і початкового внеску (теперішня вартість).
Так a(0)=1 і вартість в час t задається як:
{\displaystyle A(t)=k\cdot a(t)}.
де початковий внесок є k, тобто {\displaystyle A(0)=k}.
Приклади:
- прості відсотки: {\displaystyle a(t)=1+t\cdot i}
- складні відсотки: {\displaystyle a(t)=(1+i)^{t}}
- проста знижка: {\displaystyle a(t)=(1-d\cdot t)}
- складна знижка: {\displaystyle a(t)=(1-d)^{-t}}

У випадку додатнього прибутку на інвестиції, як і у випадку з відсотками, функція накопичення зростає.